# Edú Marangón
Carlos Eduardo Marangón dit Edú ou Edú Marangón est un footballeur international brésilien né le 2 février 1963 à São Paulo.